# Mi pequeña historia
Mi pequeña historia es el nombre del sexto álbum de estudio del cantautor español Andrés Suárez, lanzado al mercado en el 1 de junio del 2015 bajo la discográfica Sony Music.
Su formato físico incluye dos CD, uno con las versiones de estudio y otro con las maquetas de 9 de las canciones del álbum y una canción inédita. Además, en el año 2016 se lanzó un álbum exclusivamente en plataformas digitales con las canciones del álbum interpretadas en directo, llamado Rincones Mi Pequeña Historia (Directo Acústico).

## Lista de canciones
Todas las canciones fueron escritas y compuestas por Andrés Suárez.

| N.º   | Título                        | Duración |  |
| 1.    | «No Saben de Ti»              | 3:57     |  |
| 2.    | «Voy a Volver a Quererte»     | 3:42     |  |
| 3.    | «Te Doy Media Noche»          | 2:53     |  |
| 4.    | «Clasificados»                | 5:37     |  |
| 5.    | «Luz de Pregonda»             | 3:45     |  |
| 6.    | «Si Llueve en Sevilla»        | 4:29     |  |
| 7.    | «Una Noche de Verano»         | 3:46     |  |
| 8.    | «Pequeña Historia de Marina»  | 3:20     |  |
| 9.    | «Te Di Vida y Media»          | 4:47     |  |
| 10.   | «Dublín»                      | 4:01     |  |
| 11.   | «Te Va A Pasar - Bonus Track» | 3:31     |  |
| 41:08 |                               |          |  |

El segundo CD incluye las maquetas de 8 de las canciones incluidas en el álbum y una canción inédita.

| N.º   | Título                                      | Duración |  |
| 1.    | «Luz de Pregonda (Versión maqueta)»         | 3:08     |  |
| 2.    | «Te Di Vida y Media (Versión maqueta)»      | 3:01     |  |
| 3.    | «Voy a Volver a Quererte (Versión maqueta)» | 2:57     |  |
| 4.    | «Te Doy Media Noche (Versión maqueta)»      | 3:19     |  |
| 5.    | «Una Noche de Verano (Versión maqueta)»     | 3:48     |  |
| 6.    | «No Saben de Ti (Versión maqueta)»          | 3:33     |  |
| 7.    | «Si Llueve en Sevilla (Versión maqueta)»    | 4:38     |  |
| 8.    | «Tu Romeo (Versión maqueta)»                | 2:24     |  |
| 9.    | «Clasificados (Versión maqueta)»            | 3:48     |  |
| 29:16 |                                             |          |  |

- Datos: Q56488649